# Reimersholme
Reimersholme is een eilandje en stadsdistrict van de Zweedse hoofdstad Stockholm. Het ligt ten westen van Södermalm en net ten zuiden van het eiland Långholmen.

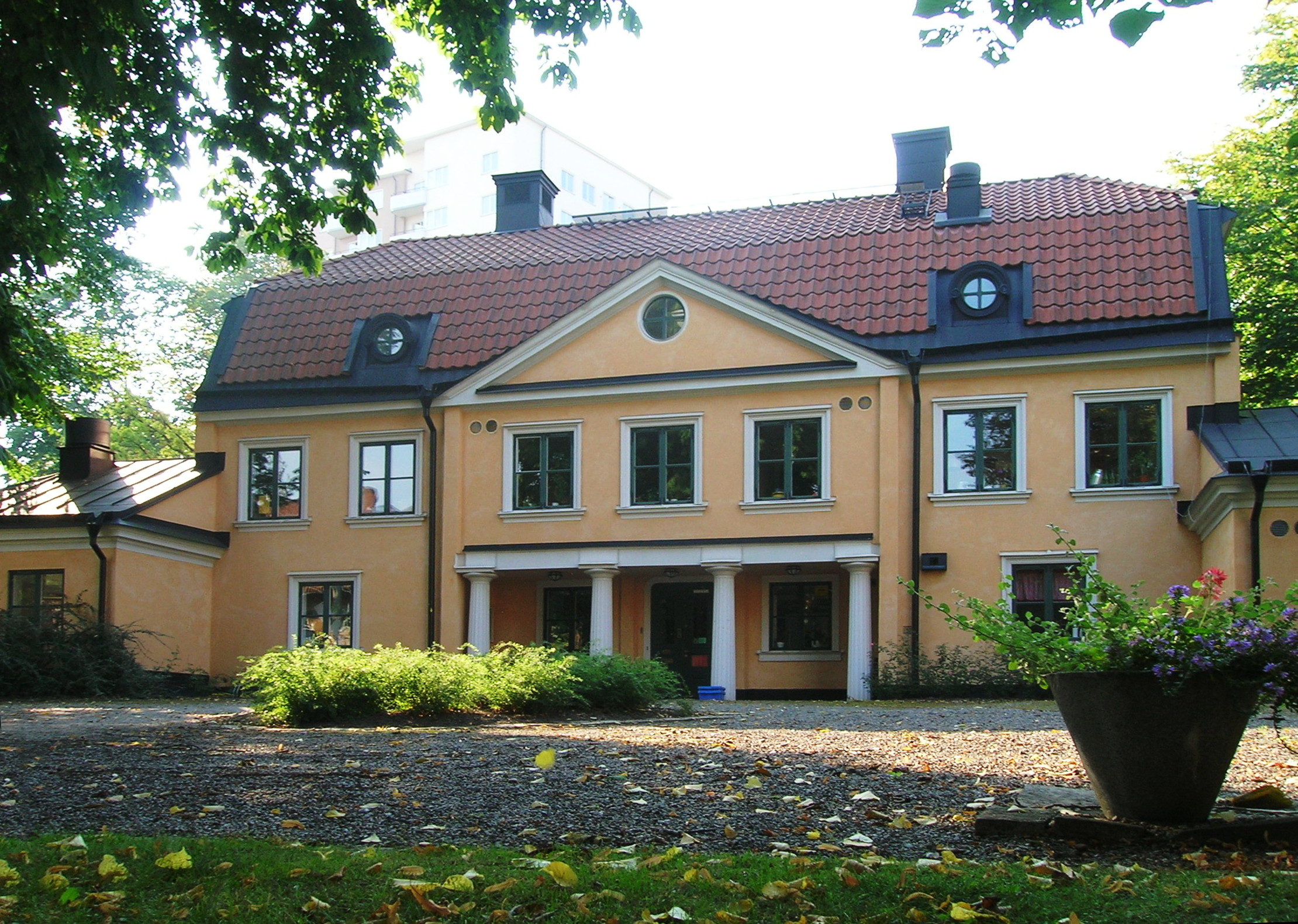
Voormalig landhuis Anders Reimer

Tot 24 juni 1798 heette het eiland nog Räkneholmen. De nieuwe naam verwijst naar Anders Reimer, een magistraat wiens landhuis men nog steeds aan de oostkant van het eiland terugvindt.
In 2006 had 2324 inwoners in 1527 woongelegenheden. 12 procent ervan zijn van buitenlandse afkomst.
Ondanks de nabijheid van Södermalm, behoorde Reimersholme tot de parochie Brännkyrka en de gemeente Liljeholmen, die nu deel uitamaken van de zuidelijke voorsteden. Het werd in 1913 geïntegreerd bij de stad Stockholm.
De eerste woningen werden in 1880 bij Charlottenburg gebouwd. Een wolfabriek - Stockholms Yllefabrik - werd gebouwd in de jaren 1860. Er werden gevangenen uit de Långholmens centralfängelse tewerkgesteld. De fabriek ging failliet in 1934 en de terreinen werden in 1939 aangekocht door een coöperatieve huisvestingsmaatschappij, die er in de periode 1942-1946 900 appartementen bouwde. In de jaren 1980 werden ook op het zuidelijk deel woningen gebouwd, op de plaats van de vroegere drankfabriek Reymersholms Spritförädlings AB.
Het eiland is met Stockholm verbonden door de Reimersholmbron, een 39 m lange brug, die ook benut wordt door busdiensten.